# S-blocket

S-blocket är rosa

S-blocket, ett av periodiska systemets block, utgörs av grupperna 1 (IA, alkalimetallerna) och 2 (2A, de alkaliska jordartsmetallerna) samt väte, och helium. De har det gemensamt att elektronerna med högst energi i grundtillståndet är av typ s i det yttersta skalet (s-orbitaler). En s-orbital kan innehålla maximalt två elektroner, så därför finns två s-blockelement i varje period.